# Oman Club
El Oman Club es un equipo de fútbol de Omán que juega en la Liga Omaní de Fútbol, la liga de fútbol más importante del país.
Fue fundado en 1942, siendo el equipo más viejo de Omán y establecido en la capital Mascate.

## Palmarés
- Liga Omaní de Fútbol: 1

1997
- Copa del Sultan Qaboos: 2

1979-80, 1994-95

## Participación en competiciones de la AFC
- Liga de Campeones de la AFC: 2 apariciones

1994: Finalista
1999: Primera Ronda
- Recopa de la AFC: 1 aparición

1995-96: Primera Ronda

## Jugadores

### Jugadores destacados
- Khalifa Ayil
- Ameen Samli
- Sanooandro
- Humaid Zubair